# Lucius Annius Fabianus (Konsul 201)
Lucius Annius Fabianus war ein römischer Politiker und Senator zu Beginn des 3. Jahrhunderts.
Fabianus stammte vielleicht aus Caesarea in der Provinz Mauretania Caesariensis und war höchstwahrscheinlich mit den übrigen patrizischen Annii verwandt. Sein gleichnamiger Großvater Lucius Annius Fabianus war Suffektkonsul im Jahr 141. Fabianus wurde 201 gemeinsam mit Marcus Nonius Arrius Mucianus ordentlicher Konsul.